# Rainneville
Rainneville é uma comuna francesa na região administrativa de Altos da França, no departamento de Somme. Estende-se por uma área de 7,11 km². Em 2010 a comuna tinha 1 008 habitantes (densidade: 141,8 hab./km²).